# Лехис, Катрина
Катрина Лехис (эст. Katrina Lehis; род. 19 декабря 1994, Хаапсалу, Ляэнемаа) — эстонская фехтовальщица-шпажистка, олимпийская чемпионка Токио 2020, чемпионка Европы, призёр чемпионатов Европы и Европейских игр.

## Биография
Родилась в 1994 году в Хаапсалу, фехтованием занялась с 2004 года. В 2014 году стала чемпионкой мира среди юниоров.
В 2015 году стала обладательницей серебряных медалей чемпионата Европы и Европейских игр.
В 2018 году Катрина стала первой в истории Эстонии чемпионкой Европы в личной шпаге, победив в финале более опытную соотечественницу — Кристину Кууск.
На летних Олимпийских играх 2020 в Токио завоевала бронзовую медаль в индивидуальной шпаге и золотую в командной шпаге.
На чемпионате Европы 2025 года выиграла серебряную медаль в индивидуальном зачете. В этом же году завоевала серебро на чемпионате мира в Тбилиси.

## Награды
- Спортсменка года Эстонии (1): 2021[7]

### Государственные награды
- Кавалер ордена Белой звезды 2 класса (Эстония, 2022 год)[8][9]